# Despensa

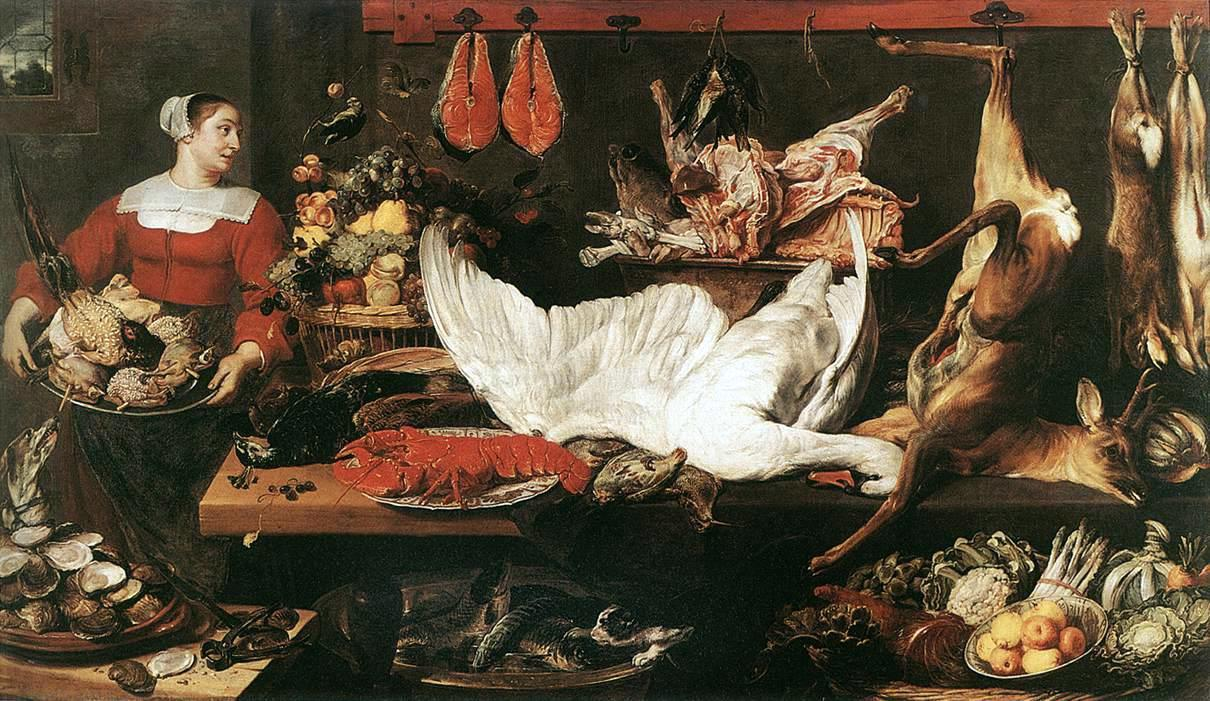
Una cocinera en la Despensa, pintura de Frans Snyders, ca. 1620

Una despensa es una estancia fresca donde se almacenan los alimentos antes de utilizarlos. Las despensas eran corrientes en las casas antes del uso generalizado del frigorífico desde mediados del siglo XX. En las casas de los siglos XX y XXI son simplemente, dentro de una casa, un piso o la cocina, el lugar donde se guardan los comestibles, que puede ser una estancia, un armario o un rincón con estanterías. En América Latina, es una tienda de ultramarinos.
El término 'despensa' puede también referirse a las «despensas solidarias» que son iniciativas de colectivos ciudadanos en los que unos voluntarios recogen alimentos de donaciones y bancos de alimentos para distribuirlos a familias en situación precaria que pasan hambre.

## Características
Una despensa debe ser:
- Tan fresca como sea posible
- Cercana a las áreas de preparación de alimentos
- Construida para evitar la entrada de moscas e insectos.
- Fácil de mantener limpia
- Equipada de estantes y armarios apropiados al alimento que es almacenado

En el hemisferio norte, la mayoría de las casas solían tener su despensa y cocina en el lado norte o este de la casa, en donde recibía menos sol. En Australia y Nueva Zelanda las despensas eran colocadas en los lados sur o este de la casa por la misma razón.
Muchas despensas tienen pequeñas ventanas sin vidrio con la abertura cubierta por una malla fina. Esto permite la circulación libre del aire sin permitir que entren las moscas y otros insectos. Muchas despensas están alicatadas o tienen pintadas las paredes para simplificar su limpieza. Las despensas más antiguas y, especialmente las de las casas más grandes, tenían ganchos en el techo para colgar piezas de carne o de caza. Otras neveras tenían recipientes aislantes para el hielo, anticipando el desarrollo futuro de los refrigeradores. Una despensa podía contener una losa o un estante de piedra, usado para mantener el alimento fresco en los tiempos anteriores a la refrigeración.
En una casa moderadamente grande del siglo XIX, todos estos cuartos se ponían tan abajo en el edificio como fuera posible, utilizando la masa de la tierra para conservarlos a baja temperatura durante el verano.
Las cocinas en Asia tradicionalmente han sido de formato más abierto que las de Occidente. La función de despensa era cumplida generalmente con gabinetes o cofres de madera. Por ejemplo, en Japón el mueble de cocina denominado mizuya tansu, que cuenta con gran variedad de compartimentos cada uno para un propósito y alimento específico.
Muy pocas casas modernas tienen despensas en el sentido antiguo, llamándose así ahora a los armarios o habitaciones pequeñas situadas normalmente junto a la cocina, donde se guardan las bebidas y alimentos envasados o empaquetados.

## Historia

### Baja Edad Media
En un hall medieval tardío, había habitaciones separadas para las distintas funciones de servicio y almacenamiento de alimentos. Una despensa era donde se guardaba el pan y se realizaba la preparación de los alimentos asociados a él. Al jefe de la oficina responsable de esta sala se le denominaba panadero. Existían salas similares para el almacenamiento de tocino y otras carnes (despensa), bebidas alcohólicas (manteca) (conocida por las "colillas" de barriles que allí se almacenaban), y para cocinar (cocina).

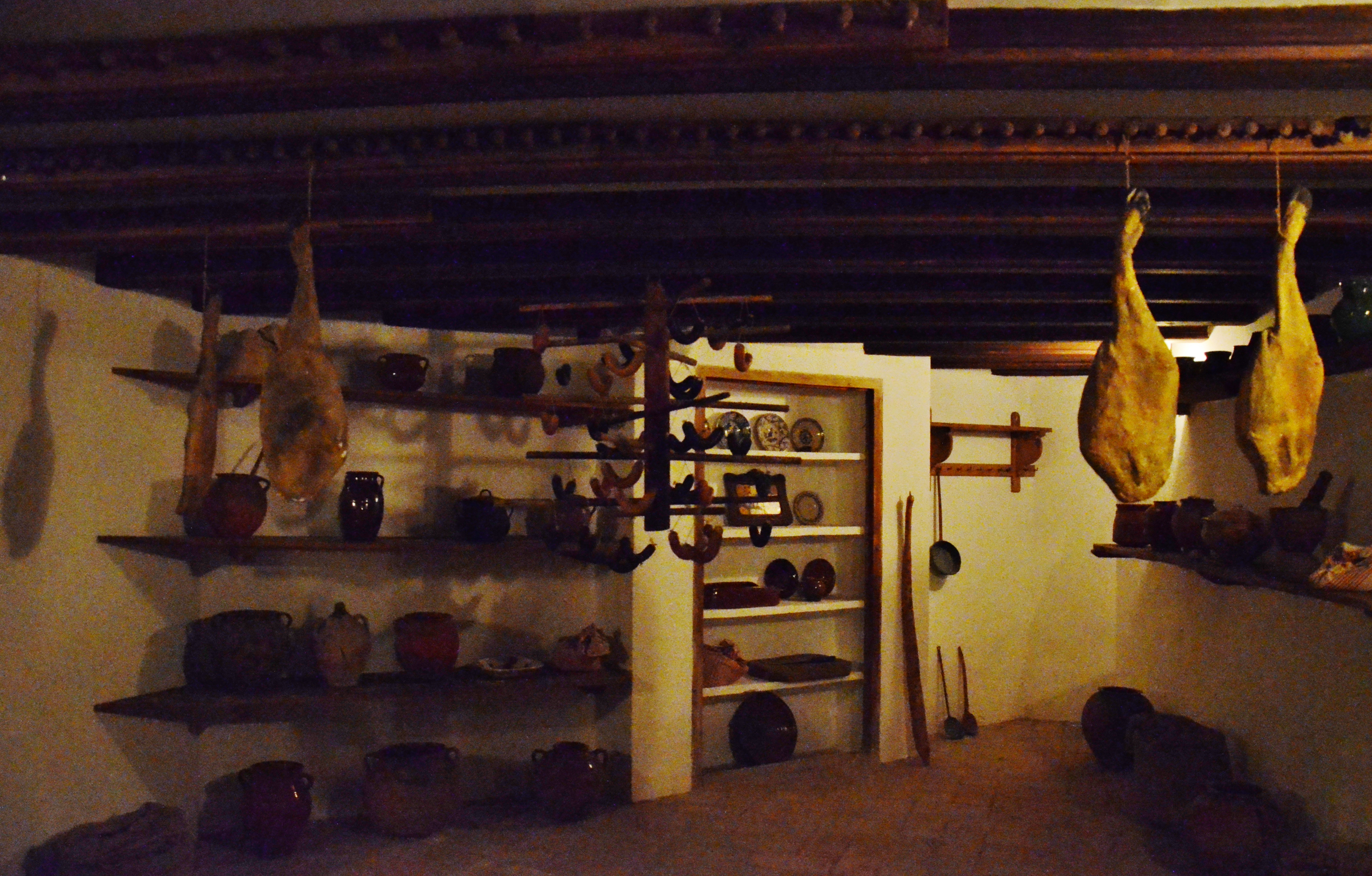
Despensa del en el Museu Romàntic Can Papiol de Villanueva y Geltrú.

### Edad colonial en los Estados Unidos
En los Estados Unidos, las despensas evolucionaron a partir de la primera "mantequería" colonial norteamericana, construida en un frío rincón del norte de una casa colonial, a una variedad de despensas en granjas autosuficientes. Las despensas de mayordomo, o despensas de porcelana, se construían entre el comedor y la cocina de una casa inglesa o americana de clase media, especialmente en la última parte del siglo XIX y principios del XX. Las grandes fincas, como la Biltmore Estate en Asheville, Carolina del Norte o Stan Hywet Hall en Akron, Ohio, tenían grandes cuevas como despensas y otros "despachos" domésticos (office), haciéndose eco de sus homólogas británicas "Great House". Una "Great House", casa grande, es una casa o mansión de gran tamaño con lujosos acabados y un gran séquito de personal, tanto de interior como de exterior. El término se utiliza principalmente históricamente, especialmente para propiedades de principios del siglo XX, es decir, a finales de la época victoriana o eduardiana en el Reino Unido.

### Edad victoriana en Gran Bretaña
En la época victoriana, las grandes casas y fincas de Gran Bretaña mantenían el uso de habitaciones separadas, cada una dedicada a una etapa distinta de la preparación y limpieza de los alimentos. La cocina era para cocinar, mientras que los alimentos se almacenaban en un almacén, despensa o bodega. La preparación de la carne antes de cocinarla se realizaba en una despensa (recordemos que a menudo en estas grandes casas la caza llegaba sin despellejar o desplumar, el pescado sin filetear y la carne en medias o cuartos de canal), y la limpieza y preparación de las verduras se realizaba en la sala de fregar (scullery). El lavado de la vajilla se realizaba en el fregadero o en la despensa del mayordomo, "dependiendo del tipo de plato y del nivel de suciedad". Como la fregadera era la habitación con agua corriente, tenía un fregadero, y era donde se realizaba la preparación de la comida más sucia, como limpiar el pescado y cortar la carne cruda. En la despensa se guardaba utensilios como la vajilla, la cristalería y la platería. Si la despensa contaba con un fregadero para lavar la vajilla, era un fregadero de madera revestido de plomo, para evitar que se astillara la loza y la cristalería al lavarlas. En algunas casas de clase media, la despensa, la alacena y el trastero podían ser simplemente grandes armarios de madera, cada uno con su propósito exclusivo.

### Evolución posterior
Su uso decayó a partir del siglo XIX, y en muchas ocasiones desapareció de la arquitectura contemporánea debido a la aparición de frigoríficos y congeladores.
Con la evolución de los hogares y los estilos de vida (los alimentos se compran paulatinamente en las tiendas), el nombre se mantuvo en el siglo XX para designar una pequeña estancia contigua a la cocina del hogar, una estancia sin características especiales.
En Francia, los arquitectos contemporáneos están reintroduciendo bodegas en los hogares para facilitar una mejor conservación de las frutas y verduras posiblemente cosechadas in situ.

## Tipos

### Despensa asiática
Tradicionalmente, las cocinas de Asia han tenido un formato más abierto que las de Occidente. La función de la despensa se cumplía generalmente con armarios de madera. Por ejemplo, en Japón, un armario de cocina se llama "mizuya tansu". En Japón se desarrolló una importante tradición de carpintería y ebanistería en general, especialmente a lo largo del período Tokugawa. Se realizaron un gran número de diseños de tansu (cofres o armarios), cada uno de ellos adaptado a un propósito específico.

### Gabinete Hoosier

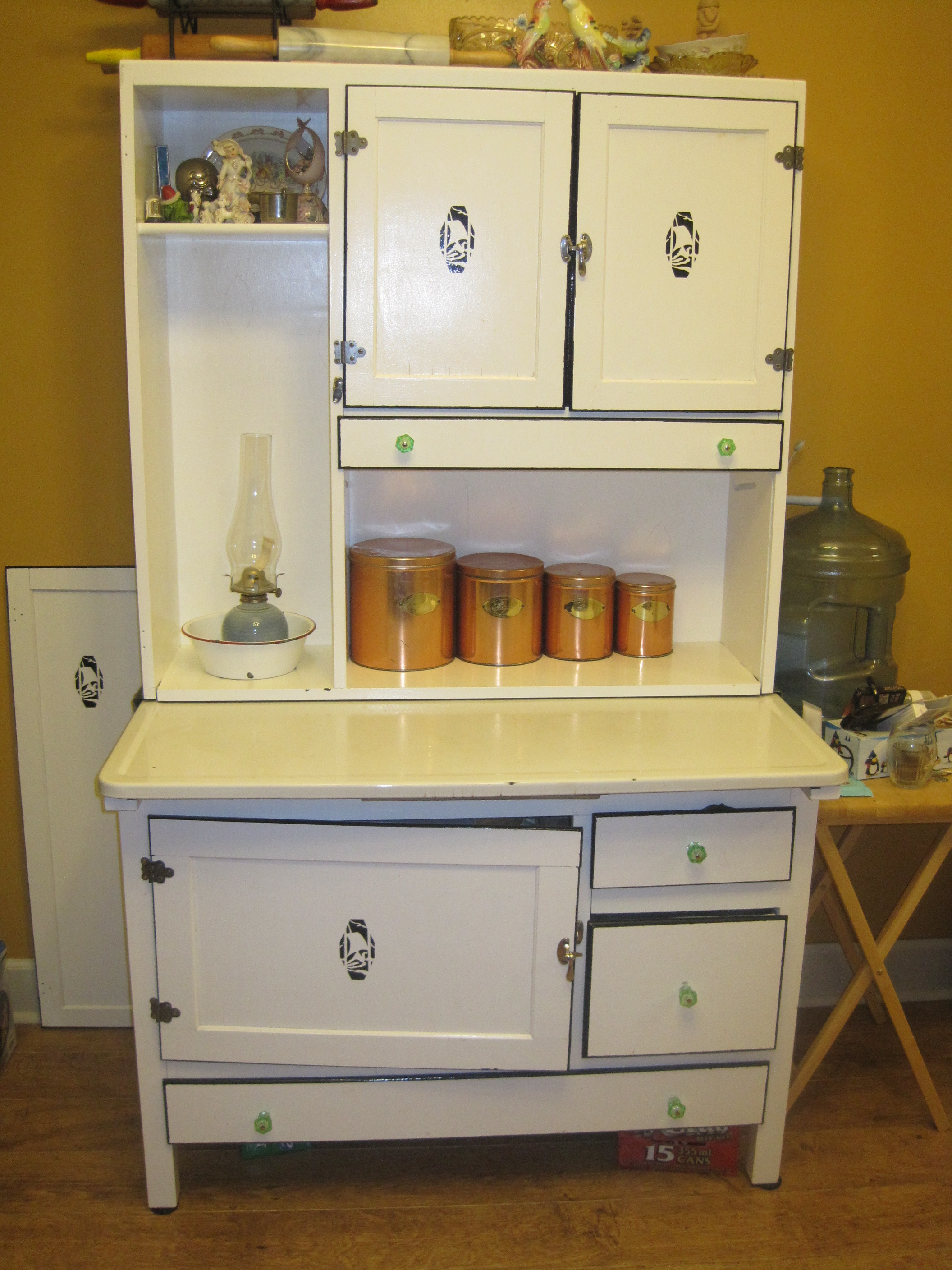
Un gabinete Hoosier.

La idea del mizuya tansu es similar a la del gabinete Hoosier. Un gabinete Hoosier o simplemente un Hoosier es un tipo de alacena o gabinete de cocina independiente que también sirve como estación de trabajo. Fue popular en las primeras décadas del siglo XX en los Estados Unidos, ya que la mayoría de las casas no tenían gabinetes de cocina empotrados. La Hoosier Manufacturing Co. de New Castle, Indiana, fue uno de los primeros y más grandes fabricantes de este producto, lo que hizo que el término "gabinete Hoosier" se convirtiera en un término genérico para ese tipo de mobiliario. En 1920, la Hoosier Manufacturing Company había vendido dos millones de gabinetes, con una gran variedad de funciones que se sirven de innovaciones de diseño específicas.

### Almacén de la mayordomía

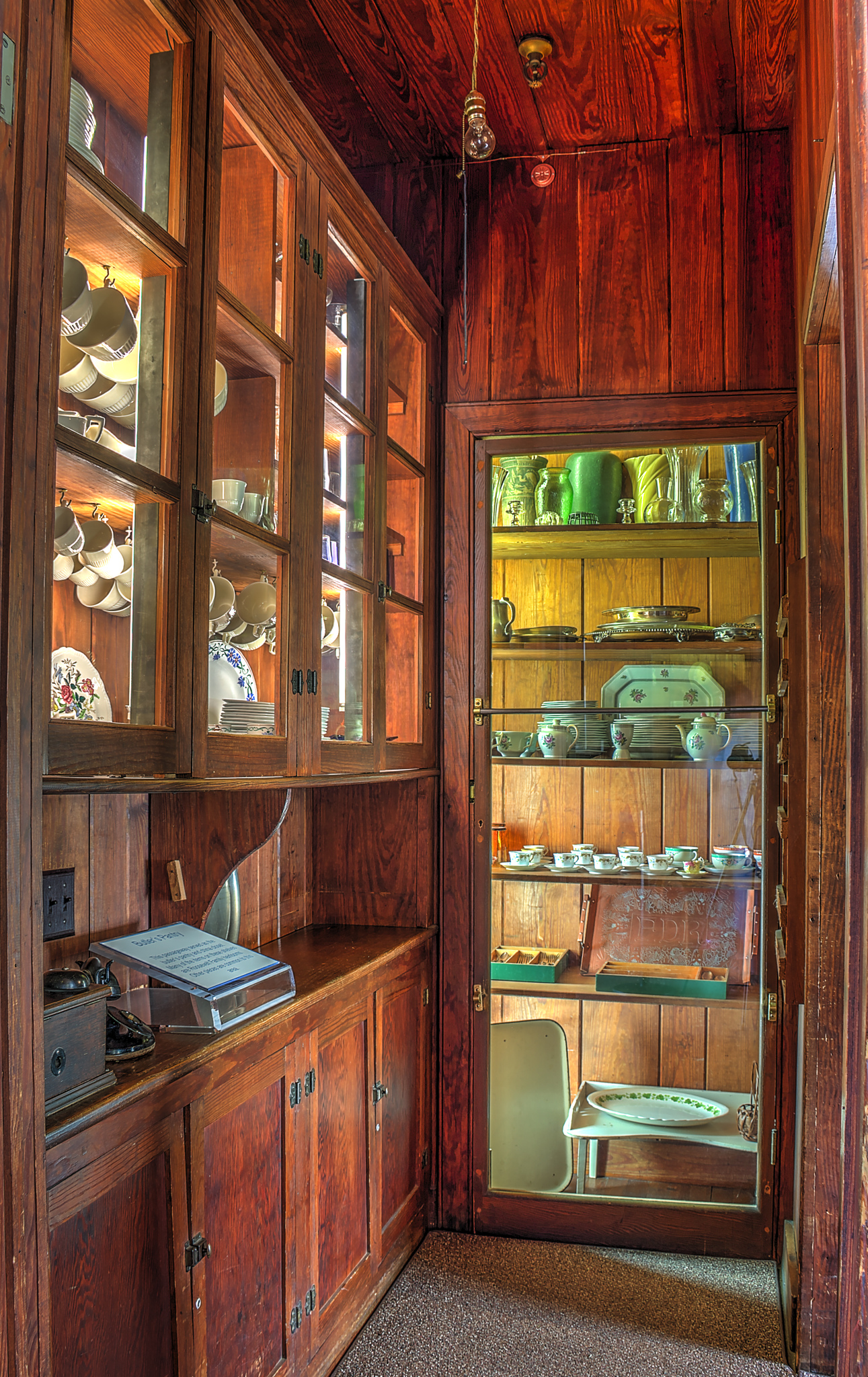
La despensa del mayordomo en la Little White House.

Una despensa de mayordomo o despensa de servicio es un cuarto de servicio en una casa grande, utilizado principalmente para almacenar artículos de servicio, en lugar de alimentos. Tradicionalmente, la despensa de un mayordomo se utilizaba para limpiar, contar y almacenar la plata; los mayordomos europeos a menudo dormían en la despensa, ya que su trabajo consistía en mantener la plata bajo llave. Es posible que también se guardaran allí los libros de cuentas y el registro de vinos del comerciante. La habitación era utilizada por el mayordomo y el resto del personal doméstico; a menudo se denomina despensa del mayordomo incluso en los hogares donde no hay mayordomo.
En los hogares modernos, las despensas de los mayordomos suelen estar situadas en los espacios de transición entre las cocinas y los comedores y se utilizan como zonas de preparación para servir las comidas. Suelen contener encimeras, así como almacenamiento para velas, piezas de servicio, mantelería, vajilla, vino y otros artículos de comedor. Las versiones más elaboradas pueden incluir lavavajillas, frigoríficos o fregaderos.
Las despensas de los mayordomos se han hecho populares en los últimos tiempos.

### Despensa fría

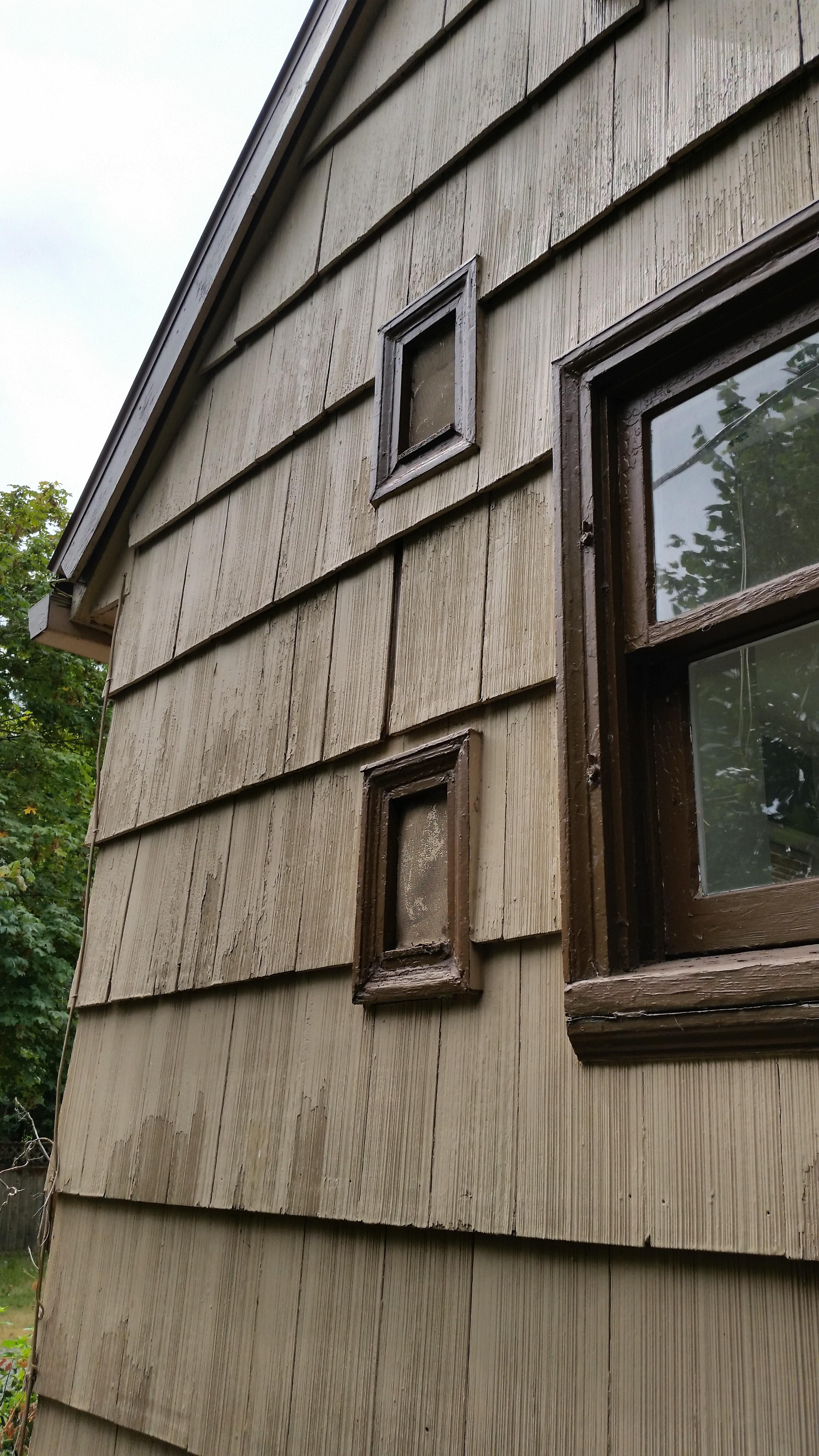
Sistemas para ventilación en el exterior de una despensa fría de una casa.

Algunos alimentos, como la mantequilla, los huevos, la leche y otros, necesitan mantenerse frescos. Antes de que existiera la refrigeración moderna, eran populares las neveras.  Una «nevera» (que quiere decir espacio ‘donde se guarda la nieve’) era un armario pequeño generalmente de madera con aislamiento en general con una capa de corcho, en el que se introducía hielo o nieve natural procedente de neveros, depósitos naturales de nieve o hielo existentes en las cercanías, o transportado expresamente. Aunque en la actualidad ya no se usa nieve, como la función de los antiguos y de los modernos es la misma, se sigue empleando el término.  Sin embargo, el problema de una nevera era que el armario que la albergaba era grande, pero el espacio refrigerado real era bastante pequeño, por lo que se inventó una solución inteligente e innovadora, la "despensa fría", a veces llamada "nevera de California". La despensa fría solía consistir en un armario o alacena con estantes de listones de madera (para la circulación del aire). Una abertura cerca de la parte superior daba salida al exterior, ya sea a través del techo o en lo alto de la pared. Una segunda abertura cerca de la parte inferior daba también al exterior, pero a poca altura del suelo y normalmente en el lado norte de la casa, donde el aire era más fresco. A medida que el aire de la despensa se calentaba en su interior, subía, escapando por el respiradero superior, por ser el aire caliente ms ligero que el frío. Esto, a su vez, atraía el aire más fresco de la ventilación inferior, proporcionando una circulación constante de aire más fresco. En verano, la temperatura de la despensa fría solía ser varios grados inferior a la temperatura ambiente de la casa, mientras que en invierno, la temperatura de la despensa fría era considerablemente inferior a la de la casa.

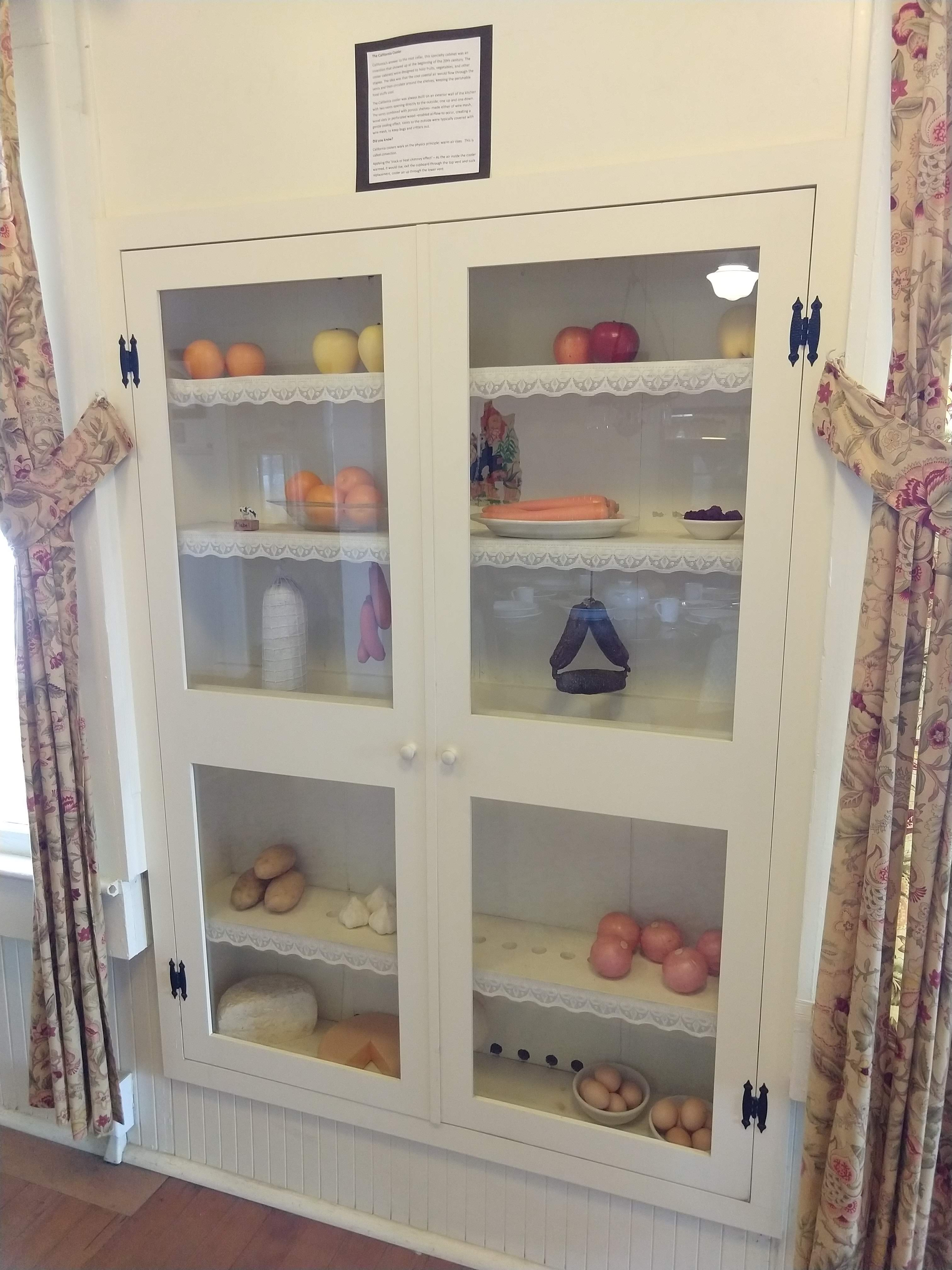
Una nevera californiana en la Casa del Rancho Spooner en el Parque Estatal Montaña de Oro. (Montaña de Oro State Park, California, EE. UU.

Una nevera era el lugar perfecto para guardar los alimentos que no necesariamente debían mantenerse refrigerados. El pan, la mantequilla, las tartas de queso, los huevos, los pasteles y las tartas eran alimentos comunes que se guardaban en una despensa fría. Las verduras podían traerse de la bodega de raíces en pequeñas cantidades y almacenarse en la despensa fría hasta que estuvieran listas para su uso. Aunque el espacio en la nevera era escaso, la despensa fría era un lugar ideal para almacenar bayas y frutas frescas.

## Reflejo en la literatura estadounidense

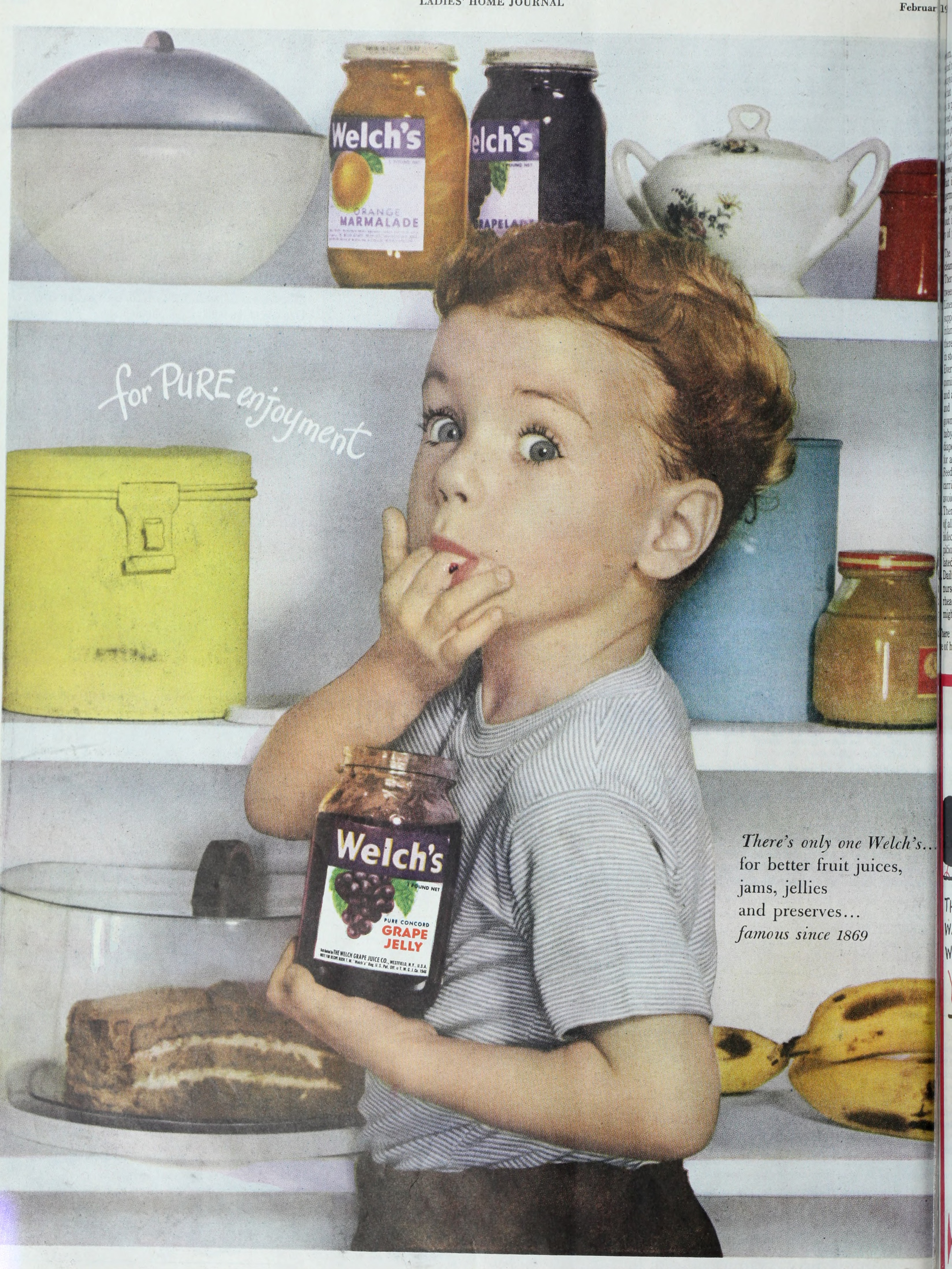
Publicidad de una jalea donde se ve a un niño sorprendido tomándola a escondidas de una despensa, Filadelfia, 1948.

Durante la era del foco en la economía doméstica en la segunda mitad del siglo XIX, se escribieron libros sobre cómo amueblar, mantener y limpiar una despensa. Catharine Beecher y Harriet Beecher Stowe, en su influyente obra The American Woman's Home (1869), abogaron por la eliminación de la despensa mediante la instalación de estanterías y armarios en la cocina.
En el último capítulo de «Estos felices años dorados», (título en inglés original These Happy Golden Years) Laura Ingalls Wilder escribió una descripción de la despensa que Almanzo Wilder le construyó en su primera casa juntos en De Smet, Dakota del Sur. Describe con gran detalle una despensa de granja en funcionamiento, que ve por primera vez después de casarse con Wilder y su posterior viaje a su nuevo hogar.
Los asaltos a la despensa fueron temas comunes en la literatura infantil. Quizás el incidente más famoso de la literatura relacionada con la despensa fue cuando Tom Sawyer, el personaje creado por Mark Twain en las aventuras de Tom Sawyer, tuvo que hacer penitencia por haber encontrado la mermelada de su tía Polly en la despensa: como castigo, tuvo que blanquear la cerca.